# Garnizon Koszalin
Garnizon Koszalin – garnizon wojskowy w Koszalinie. Zajmowany przez wojska armii niemieckiej do 1945 i Wojska Polskiego okresu PRL oraz III Rzeczypospolitej.
Rozporządzeniem Ministra Obrony Narodowej z 10 sierpnia 2022 w sprawie utworzenia, przekształcenia i zniesienia garnizonów oraz określenia zadań, siedzib i terytorialnego zasięgu właściwości ich dowódców, określono  terytorialny zasięg Garnizonu Koszalin. Obejmuje on (2022) miasto Koszalin oraz powiaty: białogardzki, koszaliński (z wyłączeniem gmin: Mielno, Będzino).

## Garnizon niemiecki w okresie 1918-1945

### Jednostki armii niemieckiej stacjonujące w Koszalinie w latach 1918-1939
- Korpus Kadetów (w 1920 przekształcony na szkołę cywilną)
- 49 pułk piechoty (od początku 1919, rozformowany w lipcu 1920 w związku z demilitaryzacją)
- 9 pułk Landwehry (na początku 1922 przeniesiony do Kołobrzegu)
- batalion polowy (utworzony w marcu 1919 z zadaniem ochrony granicy niemiecko-polskiej)
- III batalion SA (ze składu 9 pułku SA z Kołobrzegu) – od 1932
- pułk SS-Standarte-39 – od 15 września 1935
- 94 pułk piechoty – od 1936
- dowództwo 32 Dywizji Piechoty, utworzone w październiku 1936
- 32 batalion sanitarny ze składu 32 Dywizji Piechoty
- I dywizjon 32 pułku artylerii 32 Dywizji Piechoty
- Sąd Wojenny 32 Dywizji Piechoty
- Komenda Obwodu Wojskowego
- Wojskowe Biuro Meldunkowe
- Wojskowa Szkoła Zawodowa Administracji
- Filia Abwehrstelle-II ze Szczecina

### Okres II wojny światowej
W lipcu 1939 jednostki 32 Dywizji Piechoty z Koszalina zostały zgrupowane na poligonie artyleryjskim Gross Born (obecnie: Borne Sulinowo). Od 1 września 1939 32 Dywizja Piechoty brała udział w walkach z jednostkami polskiej Armii „Pomorze”. Kampanię wrześniową dywizja zakończyła w Modlinie.
Następnie 32 Dywizja Piechoty została skierowana na front belgijski i francuski. Od czerwca 1941 zmagała się z wojskami Armii Czerwonej na Froncie Leningradzkim. Na przełomie 1942 i 1943 dywizja została okrążona pod Diemiańskiem. Wycofana została następnie do Kurlandii, potem na Wał Pomorski. Po ciężkich walkach skapitulowała przed Armią Czerwoną.
W okresie wojny niemieckie jednostki liniowe zostały stopniowo wycofane z Koszalina. Poza organami administracji wojskowej w Koszalinie pozostała zbrojownia oraz inne jednostki logistyczne. Zimą 1945 do Koszalina skierowano rezerwową dywizję Wehrmachtu „Köslin”. Ten związek taktyczny przedstawiał niewielką wartość bojową. Obronę miasta miał organizować gen. lejtnant Aleksander von Zülow.
Wieczorem 3 marca do miasta wkroczyły pierwsze radzieckie jednostki 3 gwardyjskiego Korpusu Pancernego ze składu 2 Frontu Białoruskiego. Po walkach prowadzonych w nocy i w ciągu następnego dnia – 4 marca Koszalin został zdobyty przez wojska radzieckie.
Dla zabezpieczenia porządku w mieście oraz tymczasowego sprawowania władzy cywilnej została ustanowiona radziecka komendantura wojskowa w budynku przy obecnej ulicy Zwycięstwa 42.
Na początku lipca 1945 w Koszalinie zostały dyslokowane pierwsze polskie jednostki wojskowe – 1 Warszawskiej Dywizji Kawalerii:
- dowództwo dywizji wraz ze sztabem
- 3 pułk kawalerii
- 57 pułk artylerii konnej
- 4 dywizjon artylerii przeciwlotniczej
- dwa samodzielne szwadrony

## Garnizon Wojska Polskiego od 1945

### Jednostki stacjonujące w Koszalinie od 1945
- 1083 – Dywizyjny Punkt Zaopatrzenia (09.1955 – 12.1956) – 8 Dywizyjny Punkt Zaopatrzenia 8 Drezdeńskiej Dywizji Zmechanizowanej (12.1956 – 07.1970); w 1970 wszedł w skład 8 batalionu zaopatrzenia. Numer JW – od 1956

- 1143 – (do 30.04.1946 – Poczta Polowa Nr 07234) 119 Okręgowy Skład Materiałów Budowlanych (119 Okręgowy Skład Budownictwa Wojskowego) Okręgu Wojskowego Pomorze, w październiku 1946 przeniesiony do Bydgoszczy
- 1223 – (do 30.04.1946 – Poczta Polowa Nr 15991) Koszalin, ul. Koszarowa (przemianowana na ul. 4 Marca 1); 88 pułk artylerii przeciwlotniczej (1948-1951), 88 dywizjon artylerii przeciwlotniczej (1952-1967), 83 pułk artylerii przeciwlotniczej (1967-1994), 8 Koszaliński pułk przeciwlotniczy (od 1994)

- 1471 – Koszalin, ul. 4 Marca; 16 batalion pontonowo-mostowy Wojsk Obrony Wewnętrznej; w 1970 przebazowany do Szczecina, rozformowany w 1979

- 1528 – (do 30.04.1946 – Poczta Polowa Nr 31993) Dowództwo 1 Warszawskiej Dywizji Kawalerii (od 7 lipca 1945 – do listopada 1945 mp. Koszalin)
- 1622 – Koszalin; 35 Garnizonowy Punkt Zaopatrywania w Sprzęt Czołgowo-Samochodowy (od 1 lipca 1970), przeformowany na 35 Garnizonowy Punkt Zaopatrywania Technicznego
- 1640 – Koszalin, ul. 4 Marca; 3 pułk przeciwlotniczy im. płk. Włodzimierza Ludwiga (od 2007, przebazowany ze Szczecina)
- 1836 – (do 30.04.1946 – Poczta Polowa Nr 52173) Koszalin, ul. Armii Czerwonej; 12 Brygada Ochrony Pogranicza (1948-1950)
- 1853 – Koszalin, ul. Armii Czerwonej; 15 Brygada WOP (1950-1957)
- 1885 – Koszalin, ul. 4 Marca; 8 batalion dowodzenia 8 Bałtyckiej Dywizji Obrony Wybrzeża; utworzony w 1994 z połączenia 13 batalionu łączności 8 Drezdeńskiej Dywizji Zmechanizowanej, 64 kompanii przeciwchemicznej 8 Drezdeńskiej Dywizji Zmechanizowanej oraz 29 kompanii dowodzenia szefa OPL 8 Drezdeńskiej Dywizji Zmechanizowanej
- 1908 – Koszalin; 152 batalion Wojsk Ochrony Pogranicza (1950-1957)
- 2013 – (do 30.04.1946 – Poczta Polowa Nr 52213) Koszalin; Oficerska Szkoła Samochodowa (1946-1947)
- 2117 – Koszalin ul. Koszarowa (4 Marca) – blok nr 35; Ruchomy Warsztat Naprawy Samochodów Nr 3 8 Zmotoryzowanej Dywizji Piechoty/ 8 Drezdeńskiej Dywizji Zmechanizowanej (1949 – 1951) – 3 Ruchomy Warsztat Naprawy Samochodów 8 Drezdeńskiej Dywizji Zmechanizowanej (1951 – 1967) – 8 batalion remontowy (1967 – VII.1981); z dniem 1 sierpnia 1981 batalion przebazowano do Kołobrzegu.
- 2126 – (do 30.04.1946 – Poczta Polowa Nr 53705) 23 samodzielna kompania samochodowa Okręgu Wojskowego Pomorze (stacjonowała w Koszalinie od listopada 1945 – do 1946)
- 2138 – Koszalin, ul. Armii Czerwonej 93; dowództwo 16 Dywizji Artylerii Przeciwlotniczej (1951-1963); sformowane na bazie 88 pułku artylerii przeciwlotniczej

- 2211 – Koszalin; 65 pułk artylerii przeciwlotniczej „mk” 16 Dywizji Artylerii Przeciwlotniczej; sformowany w 1952 w Koszalinie
- 2291 – Koszalin; 16 Zgrupowanie Manewrowe Korpusu Bezpieczeństwa Wewnętrznego
- 2293 – Koszalin, ul. Wojska Polskiego 40; Wydział Informacji 15 Brygady WOP (1950-1957)
- 2418 – Koszalin; Samodzielny batalion Ochrony Pogranicza nr 22 (1948-1950)
- 2444 – Koszalin; 16 Samodzielny batalion Korpusu Bezpieczeństwa Wewnętrznego
- 2490 Koszalin, ul. Lechicka, ul. 4 Marca 7; 31 batalion samochodowo-transportowy 8 Drezdeńskiej Dywizji Zmechanizowanej (1955 – 1962) – 31 batalion transportowy 8 Drezdeńskiej Dywizji Zmechanizowanej (1962 – 1970) – 8 batalion zaopatrzenia 8 Drezdeńskiej Dywizji Zmechanizowanej/8 Bałtyckiej Dywizji Obrony Wybrzeża (07.1970 – 31.12.2001) – 8 batalion zaopatrzenia 8 Drezdeńskiej Dywizji Zmechanizowanej – początkowo stacjonował przy ul. Lechickiej, w latach 90. został przeniesiony na ul. 4 Marca.
- 2509 – Koszalin, ul. 4 Marca; Podoficerska Szkoła Artylerii Przeciwlotniczej 16 Dywizji Artylerii Przeciwlotniczej (od 1952), przemianowana na Szkołę Podoficerów i Młodszych Specjalistów Artylerii Przeciwlotniczej nr 7; w 1989 – została przebazowana z Koszalina do Skwierzyny
- 2536 – (do 30.04.1946 – Poczta Polowa Nr 65619) Koszalin, ul. Alfreda Lampego 34, nazwę ulicy zmieniono w latach 90. na ul. Andersa 34; batalion łączności Okręgu Wojskowego Pomorze – wraz z Węzłem Łączności Okręgu Wojskowego – II (stacjonował w Koszalinie od listopada 1945 do 15 listopada 1946)
- 2647 – (do 30.04.1946 – Poczta Polowa Nr 65666) Koszalin, ul. Alfreda Lampego 34, nazwę ulicy zmieniono w latach 90. na ul. Andersa 34; Dowództwo Okręgu Wojskowego Pomorze (od 13 grudnia 1945 – do 5 listopada 1946); przebazowane do Bydgoszczy
- 2661 – Koszalin, ul. Alfreda Lampego 10, nazwę ulicy zmieniono w latach 90. na ul. Andersa 10; jednostka Zarządu Wydzielonej Łączności Radiowej MSW (1954-1956)
- 2673 – (do 30.04.1946 – Poczta Polowa Nr 66916) Okręgowy Skład Łączności nr 77 Okręgu Wojskowego Pomorze
- 2703 – Koszalin, ul. Zwycięstwa 204a; Koszaliński pułk Obrony Terytorialnej (Kat. C) im. por. Henryka Droździarza – sformowany w maju 1963; rozformowany w 1989
- 2761 – (do 30.04.1946 – Poczta Polowa Nr 83439) 3 pułk kawalerii 1 Warszawskiej Dywizji Kawalerii (od 7 lipca 1945 – do listopada 1945 mp. Koszalin)
- 2820 – Koszalin; 2 kompania obserwacyjno-meldunkowa – ze składu 49 batalionu obserwacyjno-meldunkowego (sformowana w 1950, istniała do 1952)
- 2824 – (do 30.04.1946 – Poczta Polowa Nr 83678) Koszalin, ul. Zwycięstwa 136; dowództwo 8 Drezdeńskiej Dywizji Piechoty; od 1948 – 8 Zmotoryzowanej Dywizji Piechoty; od 1951 – 8 Drezdeńskiej Dywizji Zmechanizowanej; w 1957 nr JW zmieniono na 2919
- 2919 – Koszalin, ul. Zwycięstwa 156 – do 1959; ul. Armii Czerwonej 91 (w 1959 – kilka miesięcy); od 1959 ul. 4 Marca; dowództwo 8 Drezdeńskiej Dywizji Zmechanizowanej im. Bartosza Głowackiego (1950-1993), 8 Bałtyckiej Dywizji Obrony Wybrzeża (od 1993), rozformowane; do 1957 – numer JW – 2824

- 3213 – Braniewo (1967-1984), w 1984 przebazowany do Koszalina (1984-1996) – 12 batalion rozpoznania radioelektronicznego; rozformowany w 1996
- 3403 – Koszalin; dywizjon artylerii przeciwlotniczej Korpusu Bezpieczeństwa Wewnętrznego
- 3653 – Koszalin, ul. 4 Marca; 28 batalion łączności 8 Drezdeńskiej Dywizji Zmechanizowanej (do 1967), 13 batalion łączności 8 Drezdeńskiej Dywizji Zmechanizowanej (w 1994 przeformowany w 8 batalion dowodzenia 8 Bałtyckiej Dywizji Obrony Wybrzeża). Poprzedni numer JW – do 1958 – 3897
- 3678 – (do 30.04.1946 – Poczta Polowa Nr 84306) 57 pułk artylerii konnej 1 Warszawskiej Dywizji Kawalerii (od 7 lipca 1945 – do listopada 1945 mp. Koszalin)
- 3738 – (do 30.04.1946 – Poczta Polowa Nr 85009) Koszalin; 87 Okręgowy Skład Taborowo-Mundurowy, przemianowany na Okręgowy Skład Mundurowo-Taborowy Nr 2 Okręgu Wojskowego Pomorze (stacjonował w Koszalinie od lutego 1946 – do stycznia 1947), przeniesiony do Torunia
- 3769 – (do 30.04.1946 – Poczta Polowa Nr 88011) 30 Berliński dywizjon artylerii ciężkiej, w końcu 1947 przeniesiony ze Słupska do Koszalina, następnie w 1949 przeniesiony do Chełmna Pomorskiego
- 3801 – Koszalin, ul. 4 Marca; Wydział Wojskowej Służby Wewnętrznej 8 Drezdeńskiej Dywizji Zmechanizowanej, włączony do Oddziału Wojskowej Służby Wewnętrznej Koszalin (1957-1990)
- 3822 – Koszalin, ul. Zwycięstwa 202; Garnizonowy Ośrodek Mobilizacyjny
- 3897 – Koszalin, ul. Zwycięstwa 204; 28 batalion łączności 8 Zmotoryzowanej Dywizji Piechoty/8 Drezdeńskiej Dywizji Zmechanizowanej (03.1949 – 10.1958); (w 1949 – przebazowany z Łodzi do Koszalina). Numer JW następnie w 1958 zmieniono na 3653
- 4004 – Koszalin; Ruchomy Warsztat Naprawy Czołgów Nr 1 (03.1949 – 06.1950)
- 4058 – Koszalin; Wydział Informacji VIII Dywizji Piechoty
- 4223 – Koszalin, ul. Wojska Polskiego 40; Wydział Informacji nr 81 Wojsk Ochrony Pogranicza 12 Brygady Ochrony Pogranicza (1948-1950)
- 4400 – Koszalin, ul. Zwycięstwa 254, następnie przebazowany do m. Unieście – 12 dywizjon artylerii przeciwlotniczej 8 Drezdeńskiej Dywizji Zmechanizowanej (1950-1955), przeformowany na 125 pułk artylerii przeciwlotniczej 8 Drezdeńskiej Dywizji Zmechanizowanej, rozformowany w 1957
- 4729 – Koszalin, ul. Zwycięstwa 202; Oddział Wojskowej Służby Wewnętrznej Koszalin (1957-1990)
- 4975 – Koszalin; 5 batalion rozpoznawczy 8 Zmotoryzowanej Dywizji Piechoty/8 Drezdeńskiej Dywizji Zmechanizowanej (03.1949 – 1951); przebazowany do Gryfic
- 4997 – Koszalin, ul. Armii Czerwonej 91; Wydział Informacji 16 Dywizji Artylerii Przeciwlotniczej (1951-1957)
- 5308 – Koszalin, ul. 4 Marca 3; 17 Wojskowy Oddział Gospodarczy – od lutego 2012; komendant – płk mgr inż. Piotr Kłosiński
- 5588 – Koszalin, ul. Lechicka 47; 15 Rejonowy Magazyn Żywnościowy (do 1953), 15 Wojskowy Skład Żywnościowy (od 1953), 15 Wojskowa Składnica Żywnościowa (od 1956); rozformowana w 1957
- 5634 – Koszalin, ul. Koszarowa (4 Marca); Grupa Organizacyjno-Przygotowawcza Oficerskiej Szkoły Artylerii Przeciwlotniczej (od 1948)

Pozostałe jednostki 1 Warszawskiej Dywizji Kawalerii stacjonujące przejściowo w Koszalinie:
- 4 samodzielny dywizjon artylerii przeciwlotniczej (od? – Koszalin); (numer poczty polowej – 31911)
- 10 samodzielny szwadron łączności (od 7 lipca 1945 – do listopada 1945 mp. Koszalin); (numer poczty polowej – 31893-A)
- 12 samodzielny szwadron saperów (od 7 lipca 1945 – do listopada 1945 mp. Koszalin); (numer poczty polowej – 31893-B)

#### Szkolnictwo wojskowe
- Oficerska Szkoła Artylerii Przeciwlotniczej (1948-1963)
- Oficerska Szkoła Wojsk Obrony Przeciwlotniczej im. por. Mieczysława Kalinowskiego, ul. Armii Czerwonej 92 (1963-1967)
- Wyższa Szkoła Oficerska Wojsk Obrony Przeciwlotniczej im. por. Mieczysława Kalinowskiego (do 1992), Wyższa Szkoła Oficerska Wojsk Obrony Przeciwlotniczej im. Romualda Traugutta (od 1992); ul. Armii Czerwonej 92 (do 1971), ul. Wojska Polskiego 66 (od 1971) (1967-1997)
- Centrum Szkolenia Obrony Przeciwlotniczej im. Romualda Traugutta w Koszalinie, ul. Wojska Polskiego 66 (od 1994)
- Centrum Szkolenia Wojsk Lotniczych i Obrony Powietrznej, ul. Wojska Polskiego 66 (od 1 października 2002)
- Centrum Szkolenia Sił Powietrznych im. Romualda Traugutta w Koszalinie, ul. Wojska Polskiego 66 (od 1 lipca 2004)

W sierpniu 1971 – szkołę przeniesiono do koszar przy ul. Wojska Polskiego 66.
Od 28 listopada 1992 – Wyższa Szkoła Oficerska Wojsk Obrony Przeciwlotniczej im. Romualda Traugutta.
Zarządzeniem Szefa Sztabu Generalnego WP nr 051/Org. z dnia 20.7.1994 utworzono Centrum Szkolenia Obrony Przeciwlotniczej im. Romualda Traugutta.
Od 1 października 2002 – Centrum Szkolenia Wojsk Lotniczych i Obrony Powietrznej im. Romualda Traugutta.
Od 1 lipca 2004 – Centrum Szkolenia Sił Powietrznych im. Romualda Traugutta.

#### Wojska Ochrony Pogranicza – Straż Graniczna
- 4 Bałtycki Oddział WOP, Koszalin, ul. Koszarowa (1945-1948)
- 12 Brygada Ochrony Pogranicza, Koszalin, ul. Koszarowa (Wojska Polskiego 66) (1948-1950)
- 15 Brygada WOP, ul. Wojska Polskiego 66 (1950-1957)
- Bałtycka Brygada WOP ul. Wojska Polskiego 66 (od 1971 – ul. Armii Czerwonej 92) (1957-1990)
- Bałtycki Oddział Straży Granicznej, ul. Piłsudskiego 92 (1990 – 1992)
- Centralny Ośrodek Szkolenia Straży Granicznej, ul. Piłsudskiego 92 (od 1992)
 2418 – Koszalin; Samodzielny batalion Ochrony Pogranicza nr 22 (1948-1950)

#### Terenowe organy administracji wojskowej i obrony cywilnej
- Wojskowa Komenda Wojewódzka (1954-1965)
- Wojewódzki Sztab Wojskowy, ul. Alfreda Lampego 34 (1962-1998)

- Rejonowa Komenda Uzupełnień (od 15 września 1945)
- Wojskowa Komenda Rejonowa (sformowana na podstawie Zarządzenia Szefa Sztabu Generalnego WP Nr 073/Org. z dnia 30.04.1956 i wykonawczego Rozkazu Dowódcy Pomorskiego Okręgu Wojskowego Nr 08/Org. z dnia 22.05.1956)
- Powiatowy Sztab Wojskowy Koszalin (sformowany na mocy Zarządzenia Dowódcy Pomorskiego Okręgu Wojskowego Nr 011/Org. z dnia 17.02.1966)
- Wojskowa Komenda Uzupełnień Koszalin (sformowana na podstawie Zarządzenia MON Nr 37/MON z dnia 31.05.1975), ul. Zwycięstwa 202

- Komenda Wojewódzka TOPL (1951-1965)
- Wojewódzki Inspektorat Obrony Cywilnej (do 1998)

#### Sądy i prokuratura
- Wojskowy Sąd Rejonowy w Koszalinie

- Wojskowy Sąd Garnizonowy w Koszalinie – zlikwidowany z dniem 30 czerwca 1996

- Wojskowa Prokuratura Rejonowa w Koszalinie – utworzona z dniem 7 sierpnia 1950, zlikwidowana w maju 1954
- Wojskowa Prokuratura Garnizonowa w Koszalinie, ul. Zwycięstwa 202a

#### Różne jednostki i instytucje wojskowe
- Komenda Garnizonu Koszalin, ul. Zwycięstwa 113, przeniesiona na ul. Zwycięstwa nr 204 a, następnie – na ul. Zwycięstwa 202 a
- Komenda miasta Koszalin, utworzona w lipcu 1946, rozformowana w listopadzie 1946
- Parafia pw. Św. Marcina, ul. Zwycięstwa 202 a (od 1993)
- Parafia pw. Św. Siostry Faustyny Kowalskiej, ul. Piłsudskiego 92
- Oddział Żandarmerii Wojskowej, ul. Piłsudskiego 50
- 8 batalion żandarmerii wojskowej 8 Bałtyckiej Dywizji Obrony Wybrzeża (na czas „W”)
- kompania ochrony i regulacji ruchu 8 Drezdeńskiej Dywizji Zmechanizowanej (? – 11.1993 r.)
- Garnizonowy Klub Oficerski – Klub Garnizonowy, ul. Alfreda Lampego 32, nazwę ulicy zmieniono w latach 90. na ul. Andersa 32
- Pracownia Psychologiczna Pomorskiego Okręgu Wojskowego, ul. Zwycięstwa 202
- Rejonowy Zarząd Kwaterunkowo-Budowlany w Koszalinie – od 1945
- Grupa Organizacyjna Wojskowego Rejonowego Zarządu Zakwaterowania i Budownictwa
- Wojskowy Rejonowy Zarząd Kwaterunkowo-Budowlany w Koszalinie, ul. Zwycięstwa 113
- 77 Przedstawicielstwo Wojskowe przy Zakładach Przemysłu Elektronicznego, ul. Morska 47
- Wojskowe Przedsiębiorstwo Handlowe w Koszalinie, ul. Zwycięstwa 152 (zlikwidowane w 2001)
- Garnizonowy Węzeł Łączności, ul. 4 Marca
- 41 kompania samochodowa 8 Zmotoryzowanej Dywizji Piechoty/8 Drezdeńskiej Dywizji Zmechanizowanej, ul. Koszarowa (1949 – 1955)
- 34 Garnizonowa Stacja Obsługi Samochodów
- 2 Okręgowa Składnica Materiałów Pędnych i Smarów Okręgu Wojskowego Pomorze, w październiku 1946 przeniesiona do Słupska
- 118 Wojskowy Szpital Garnizonowy (utworzony w październiku 1945 na bazie Szpitala Ewakuacyjnego nr 66, rozformowany w 1956)
- Garnizonowy Ambulans Lekarsko-Dentystyczny, z dniem 1 lutego 1970 przeformowany na Garnizonowe Ambulatorium Stomatologiczne
- Wojskowa Specjalistyczna Przychodnia Lekarska – Samodzielny Publiczny Zakład Opieki Zdrowotnej w Koszalinie, ul. Zwycięstwa 204a
- Hotel Garnizonowy, ul. Armii Czerwonej 97, nazwę ulicy zmieniono na Piłsudskiego
- Hotel Garnizonowy, ul. 4 Marca 20
- Internat Garnizonowy, ul. 4 Marca 20
- Wojskowa Agencja Mieszkaniowa Oddział Terenowy, ul. Reymonta 15
- Okręgowa Składnica Sanitarna Nr 100, ul. Mickiewicza 18 oraz 24/26; przeniesiona do Koszalina z Gdańska w kwietniu 1946
- 2 kompania obserwacyjno-meldunkowa – ze składu 49 batalionu obserwacyjno-meldunkowego (sformowana w 1950)
- bateria dowodzenia 16 Dywizji Artylerii Przeciwlotniczej (sformowana w 1951); od 1955 – 62 bateria dowodzenia 16 Dywizji Artylerii Przeciwlotniczej
- kompania dowodzenia 8 Drezdeńskiej Dywizji Zmechanizowanej (1951 r. – 11.1955) – 42 kompania sztabowa 8 Drezdeńskiej Dywizji Zmechanizowanej (11.1955 – 01.1962)
- 56 Garnizonowa Piekarnia Wojskowa (sformowana w 1951, rozformowana w 1957)
- 12 Piekarnia Polowa 8 Drezdeńskiej Dywizji Zmechanizowanej (? – 07.1970)
- Wojskowe Zakłady Kwaterunkowe (sformowane w 1951)
- Garnizonowa Pralnia i Łaźnia kat. II (sformowana w 1952), ul. Bohaterów Warszawy 2
- Garnizonowe Kasyno przy kompanii dowodzenia 8 Drezdeńskiej Dywizji Zmechanizowanej (sformowane w 1952)
- Garnizonowe Kasyno przy Dowództwie 16 Dywizji Artylerii Przeciwlotniczej (sformowane w 1952)
- Wojskowy Rejonowy Ośrodek Weterynaryjny (sformowany z dniem 1 lipca 1953)
- Kurs Podoficerów Zawodowych Artylerii Przeciwlotniczej (sformowany w 1958)
- 25 Okręgowy Skład Żywnościowy Okręgu Wojskowego Pomorze; pod koniec 1945 stacjonował w m. Koszalin
- 56 Okręgowy Warsztat Taborowo-Gospodarczy Okręgu Wojskowego Pomorze (stacjonował w Koszalinie do października 1946)
- Okręgowy Punkt Spędu Bydła Rzeźnego, rozformowany w końcu 1946
- 13 kompania strzelecka (wartownicza) Okręgu Wojskowego Pomorze (stacjonowała w Koszalinie od listopada 1945 – do 1946)
- okręgowy batalion samochodowy nr 13 Okręgu Wojskowego Pomorze, utworzony w kwietniu 1946 na bazie samodzielnej kompanii samochodowej, w październiku 1946 przeniesiony do Bydgoszczy
- 6 kompania robocza Okręgu Wojskowego Pomorze (stacjonowała w Koszalinie od listopada 1945)
- 64 kompania obrony przeciwchemicznej 8 Drezdeńskiej Dywizji Zmechanizowanej (09.1955 – ?) – 64 kompania chemiczna 8 Drezdeńskiej Dywizji Zmechanizowanej (? – 11.1993); w 1994 włączona do 8 batalionu dowodzenia 8 Bałtyckiej Dywizji Obrony Wybrzeża
- 29 kompania radiotechniczna 8 Drezdeńskiej Dywizji Zmechanizowanej (04.1970 – 02.1973) – 29 kompania dowodzenia Szefa OPL 8 Drezdeńskiej Dywizji Zmechanizowanej (02.1973 – 11.1993); w 1994 włączona do 8 batalionu dowodzenia 8 Bałtyckiej Dywizji Obrony Wybrzeża
- pluton dowodzenia Dowódcy Artylerii 8 Drezdeńskiej Dywizji Zmechanizowanej (09.1955 – 04.1957) – 11 bateria dowodzenia 8 Drezdeńskiej Dywizji Zmechanizowanej (04.1957 – 10.1958); w 1958 przebazowana do Kołobrzegu i włączona do 34 pułku artylerii haubic
- 9 samodzielna kompania łączności Wojewódzkiego Komitetu Obrony (rozformowana do dnia 28 lutego 1977)
- 3 Ruchomy Warsztat Naprawy Samochodów, stacjonujący w Koszalinie – w 1950 przemianowano na kompanię remontu pojazdów kołowych.
- kompania remontu pojazdów kołowych w Koszalinie – od 1967 w strukturze 8 batalionu remontowego, stacjonującego w Kołobrzegu; w 1980 przebazowana do Kołobrzegu (weszła w skład 8 batalionu remontowego).